# Грибаново (Павлово-Посадский городской округ)
Гриба́ново — деревня в Московской области России. Входит в Павлово-Посадский городской округ.  Население — 171 чел. (2010).

## География
Деревня Грибаново расположена в центральной части городского округа, примерно в 6 км к юго-западу от города Павловский Посад. Высота над уровнем моря 135 м. По южной окраине деревни протекает река Вохонка. К деревне приписано 2 СНТ. Ближайший населённый пункт — село Казанское.

## Название
Упоминается в письменных источниках как Грибанова, а Мера Старая тож (1573 год), Грибанова (1784 год), с 1862 года — Грибаново. Название Мера Старая происходит от этнонима меря, определение старая для отличения от соседней деревни Меря. Наименование Грибаново связано с некалендарным личным именем Грибан.

## История
В 1926 году деревня являлась центром Грибановского сельсовета Павлово-Посадской волости Богородского уезда Московской губернии, имелись две артели — сельскохозяйственная и красильщиков.
С 1929 года — населённый пункт в составе Павлово-Посадского района Орехово-Зуевского округа Московской области, с 1930-го, в связи с упразднением округа, — в составе Павлово-Посадского района Московской области.
До муниципальной реформы 2006 года Грибаново входило в состав Рахмановского сельского округа Павлово-Посадского района.
В 2000-х гг. в деревне была сооружена часовня Иконы Божией Матери Казанская.
С 2004 до 2017 гг. деревня входила в Рахмановское сельское поселение Павлово-Посадского муниципального района.

## Население
В 1926 году в деревне проживало 359 человек (160 мужчин, 199 женщин), насчитывалось 65 хозяйств, из которых 63 было крестьянских. По переписи 2002 года — 163 человека (65 мужчин, 98 женщин).
| 1926 | 2002 | 2006 | 2010 |
| ---- | ---- | ---- | ---- |
| 359  | ↘163 | ↘145 | ↗171 |